# Sólyom László 2009-es kitiltása Szlovákiából

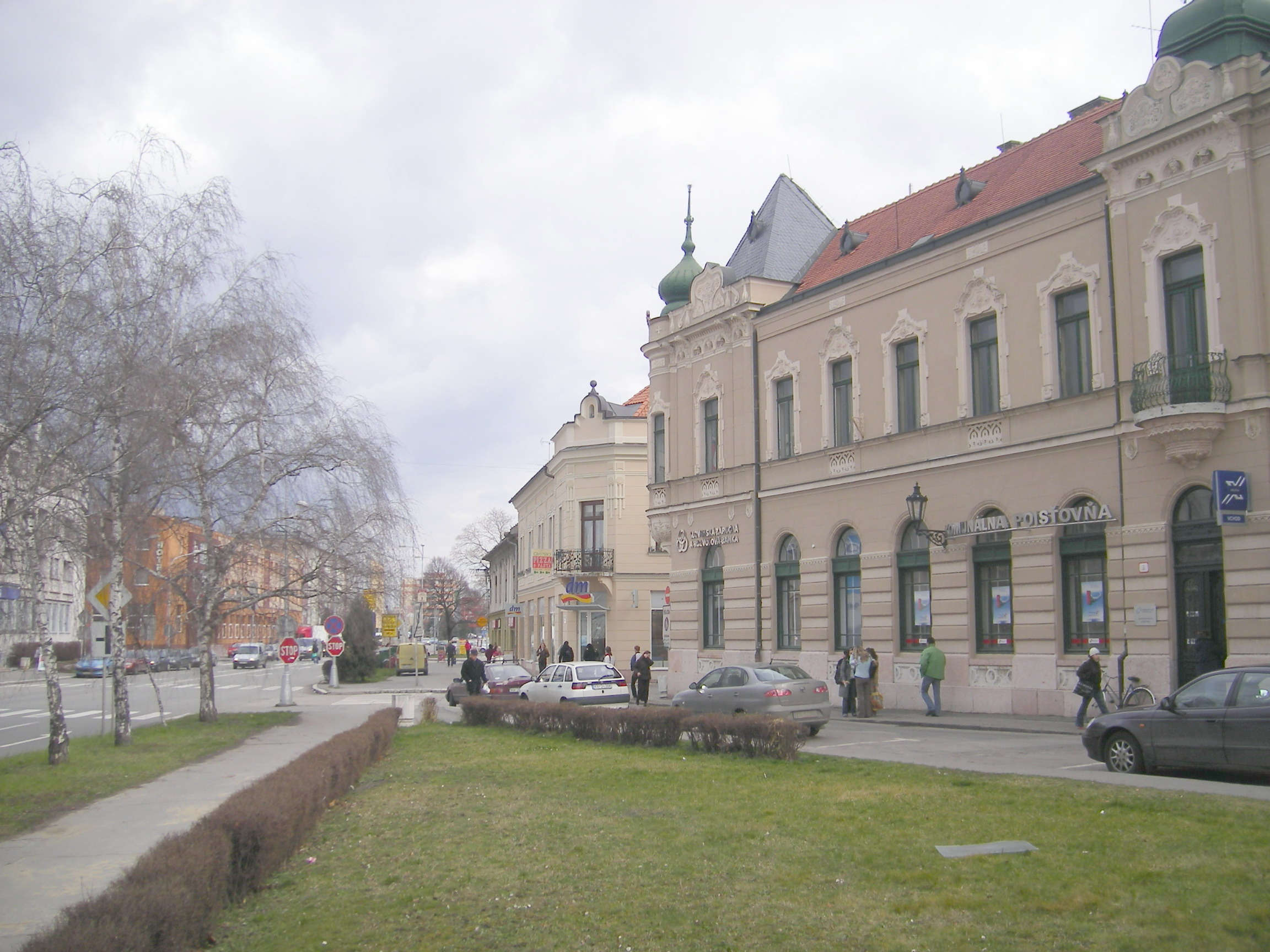
A tér Komáromban, ahol a szoboravató ünnepséget tartották

2009. augusztus 21-én a szlovák hatóságok biztonsági kockázatokra hivatkozva megtagadták a közadakozásból állított új Szent István-szobor avatására Révkomáromba érkezett Sólyom László köztársasági elnöktől a Szlovákia területére történő belépést.
Robert Fico, Szlovákia miniszterelnöke úgy nyilatkozott, hogy a szlovák hatóságok nem tudják megakadályozni az esetleges rendbontásokat, szlovák szélsőséges csoportok zavargását.
A tervezett látogatást megelőző két napon Szlovákia négy további kifogást tett közzé Sólyom az országba való belépése ellen:
- Az ünnepség a magyar szuverenitásra utalhat Szlovákia területének egyes részei, így Révkomárom esetében is.
- Szlovákiát későn tájékoztatták a látogatásról.
- A látogatás időpontja egy nappal a magyar nemzeti ünnep napja után lett volna, illetve egybeesett a prágai tavasz azon eseményével, amikor a Varsói Szerződés csapatai megszállták Csehszlovákiát 1968. augusztus 20-án és 21-én.
- A szlovák vezetőket nem hívták meg a szoboravató eseményre.

A magyar államfő látogatását Robert Fico nemkívánatosnak minősítette, hozzátéve, hogy az további károkat okozna a már amúgy is feszült magyar – szlovák kapcsolatokban.

## A tervezett látogatás célja
Sólyom Lászlót a Szent István Szobor Bizottság polgári szövetsége hívta meg a szlovákiai Révkomáromban tartott új Szent István-szobor avatására.
Mind a katolikus, mind az ortodox egyház Szent István királyt tekinti a magyar állam alapítójának. 1083-as székesfehérvári szentté avatásának évfordulója 1771 óta – kisebb-nagyobb megszakításokkal – nemzeti ünnep Magyarországon. A révkomáromi szobrának avatására 2009. augusztus 21-én került sor. A szobor felállítását 2009 februárjában a szélsőséges és nacionalista Szlovák Nemzeti Párt (SNS) hevesen kritizálta. Anna Belousovová, a párt politikusa úgy nyilatkozott, a város képviselői előnyben részesítették a magyar király szobrát, több szlovák és szláv értéket bemutató műalkotással szemben.

## Szlovákia kifogásai a látogatás ellen

### Biztonsági kockázat
Robert Fico szlovák miniszterelnök augusztus 19-én kijelentette, hogy nem tudja megakadályozni azt, hogy Sólyom belépjen az országba, és levelet küldött a magyar nagykövetségnek a lehetséges biztonsági kockázatokra figyelmeztetve.
Fico később kijelentette, hogy az ünnepség napján nem engedik be az ország területére a magyar államfőt, erről diplomáciai jegyzéket készítettek, amelyet augusztus 21-én délután juttattak el a pozsonyi magyar nagykövetnek. A szlovák miniszterelnök kijelentette, hogy Sólyom Lászlót a határon figyelmeztetni fogják, és bár erőszakot nem kívánnak alkalmazni, ha a magyar köztársasági elnök mégis átlépi a szlovák határt, azt durva provokációnak fogják tekinteni. Sólyom László végül nem lépett be Szlovákiába, azonban a komáromi szoboravató ünnepség így is botrányba fulladt.

### A dátum

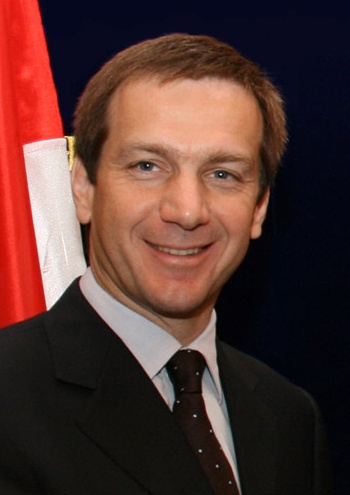
Bajnai Gordon, Magyarország miniszterelnöke kijelentette, a tervezett látogatás dátuma független az 1968-as eseményektől

Két nappal a tervezett látogatás előtt a szlovák parlament Külügyi Bizottsága az utazást "diplomáciai provokációnak" nevezte az augusztus 21-i dátum miatt, bár a dátumot Révkomárom polgármestere, nem pedig Sólyom László tűzte ki. 1968-ban ezen a napon támadta meg Csehszlovákiát a Varsói Szerződés csapatai, köztük a a Magyar Népköztársaság hadserege is.
Robert Fico szlovák miniszterelnök Sólyom Lászlót a Csehszlovákiába betörő katonákkal hasonlította össze: „Akkor a magyar tankok jöttek, most pedig valaki gyönyörű limuzinon."
Bajnai Gordon magyar miniszterelnök telefonon hívta fel szlovák kollégáját, hogy megnyugtassa, a látogatás nem kapcsolódik az 1968-as eseményekhez, és emlékeztette rá, hogy 2008-ban, a prágai tavasz 40. évfordulója alkalmából Sólyom nyilvános beszédben ítélte el az akkor történteket.

### Késői értesítés
2009. június 19-én Sólyom értesítette Peter Weiss magyarországi szlovák nagykövetet a tervezett látogatásról, amit a legmagasabb szintű diplomácia lépésként tekintett a helyzetben, valamint kijelentette, hogy a rendezvény időpontjának hetéig nem érkezett kifogás a látogatás vagy a szoboravatón való részvétel ellen.
Robert Fico hazugságnak nevezte ezt a kijelentést, azt állítva, hogy Magyarország csak augusztus 13-án tájékoztatta Szlovákiát.

### A szlovák vezető politikusok meg nem hívása és a magyar államiság hangsúlyozása
Szlovákia három fő vezetője, Ivan Gašparovič köztársasági elnök, Robert Fico miniszterelnök és Pavol Paska, a Parlament elnöke, közös nyilatkozatban kijelentette, hogy a látogatás "szándékos provokáció Szlovákia ellen".

„Az elnök, a parlament elnöke és Szlovákia miniszterelnöke elítéli azokat a körülményeket, amelyekben a magyar köztársasági elnök úgy döntött, hogy szlovák szuverén földön hangsúlyozza a magyar államiságot.”

– Robert Fico

„Meg akarja mutatni: ez egy olyan terület, ahol „ mi ”(azaz a magyarok) vagyunk az urak, és „ mi ”döntünk a dolgunkról. Ami Magyarországon az utóbbi időben történik - különösen elnökükön keresztül - az nagyon veszélyes”

– Robert Fico

A Magyar Külügyminisztérium megjegyezte:

„Magyarország tiszteletben tartja más országok szuverenitását és területi integritását. Fontosnak tartja, hogy akadálytalan kapcsolatot tartson fenn egymás kisebbségeivel.”

– - Magyarország külügyminisztériuma 2009. augusztus 24-én

A szlovákok kritizálják Sólyom Lászlót, amiért nem hívta meg a szlovák vezetőket az ünnepségre, vagy valahol máshol nem találkozott velük. Tették mindezt annak ellenére, hogy a program szervezője nem a magyar köztársasági elnök volt, hanem Révkomárom városa. Korábban a szlovák diplomácia tájékoztatta a magyar diplomáciát arról, hogy Ivan Gašparovič szlovák államfő nyaralni fog a látogatás napján. Gašparovič korábban kijelentette, hogy csak akkor fogadja el a meghívást, ha a város emellett szobrot emel Szent Cirill és Szent Metód emlékére is.

## A magyar politikai elit reakciója
A magyar kormány "váratlannak", "megalapozatlannak" és indoklásában "elfogadhatatlannak" titulálta a szlovákok akcióját.
Balázs Péter külügyminiszter - a szabadságát megszakítva - magához kérette Peter Weiss budapesti szlovák nagykövetet. A külügyminiszter szerint politikai, jogi és eljárási értelemben egyaránt elfogadhatatlan ahogy a szlovák kormány eljárt az esetben és példátlannak nevezte, hogy egy EU-, NATO-tagország területéről a magyar államfőt kitiltsák.
Németh Zsolt, a Magyar Parlament Külügyi Bizottságának elnöke kijelentette: „Ez egy hosszú folyamat eredménye, amely az elmúlt három évben kormányzati szintre emelte a magyarellenes ellentétet, amelynek fő oka, hogy Robert Fico miniszterelnök szélsőséges pártot vett be a szlovák kormányba.″
A magyar politikai pártok is tiltakoztak a szlovák döntés ellen. A kormányzó Magyar Szocialista Párt (MSZP) szerint Szlovákia határozottan felelős a romlott kapcsolatokért, fiatal nemzetállamként keresik identitásukat, ami viszont néha heves nacionalizmussá válik, illetve abban mutatkozik meg.

### Jogi viták

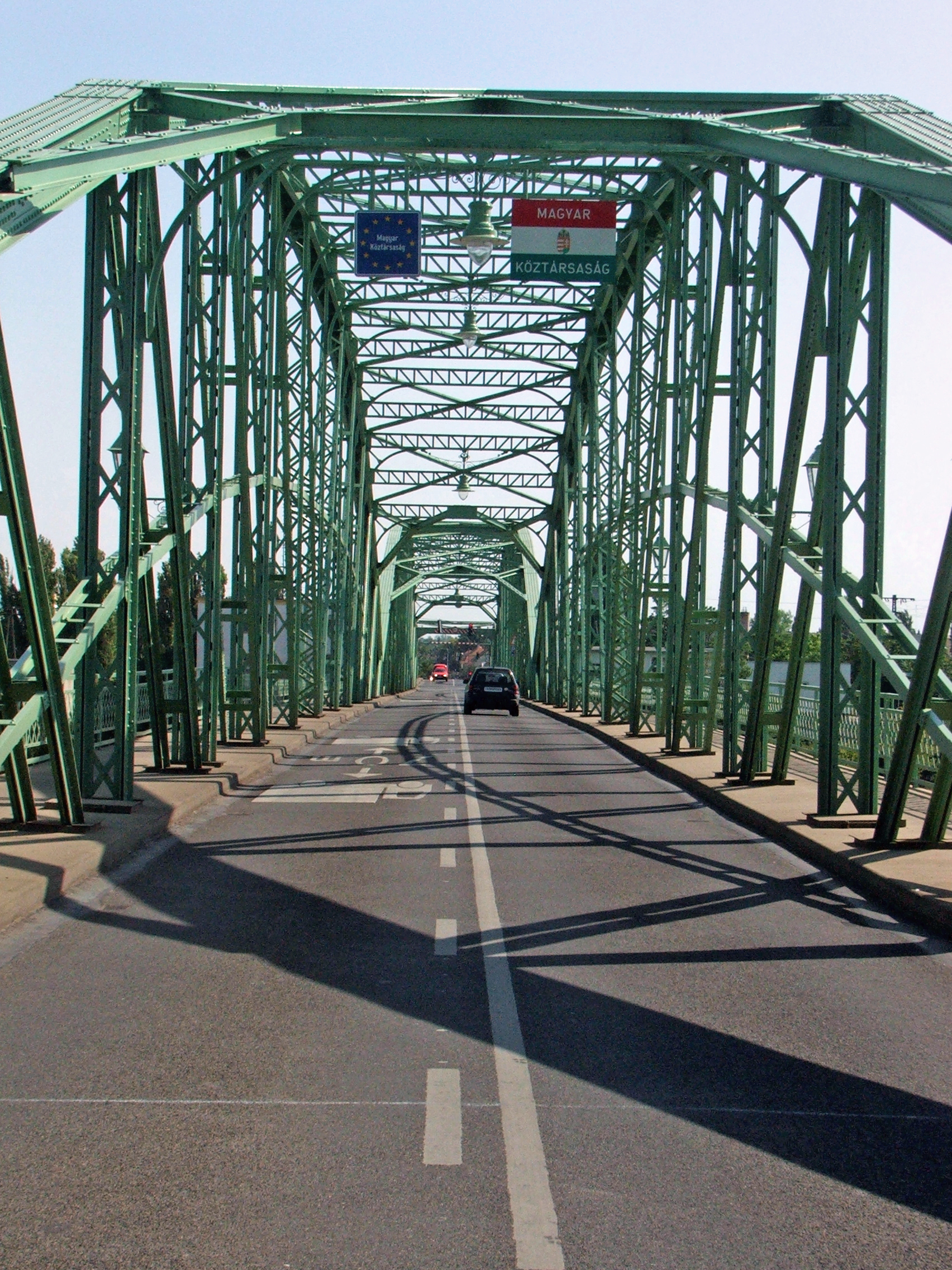
A komáromi Erzsébet híd, amely összeköti Észak- és Dél-Komáromot és amely Magyarország és Szlovákia osztatlan közös tulajdonát képezi és ahol a szlovák hatóságok visszafordulásra szólították fel Sólyom Lászlót

Balázs Péter szerint a tilalom nem volt törvényes, mert a már megadott nemzetközi engedélyeket nem vonták vissza, a magyar Külügyminisztérium csak egy "barátságtalan" üzenetet kapott, amely elméletileg lehetővé tette volna, hogy Sólyom László belépjen Szlovákiába, igaz feltételekhez kötve. Azt is elmondta, hogy a szlovák diplomácia a nemzetközi jogot, annak gyakorlatát vette semmibe, miközben a magyar köztársasági elnököt mint magánszemély tiltotta ki Szlovákia területéről. Elmondása szerint Magyarország tervbe vette, hogy értesíti az Európai Uniót és a nemzetközi közvéleményt, miután a szlovák kormány tettét durva politikai akciónak nevezte.
2012. március 6-án az Európai Unió Bíróságának főtanácsnoka, Yves Bot véleményt nyilvánított a tilalom jogszerűségéről. Megállapította, hogy a látogatás nem magánjellegű, hanem hivatalos volt, és mint ilyen, nem tartozik az uniós jog rendelkezéseinek hatálya alá. A diplomáciai kapcsolatokat kizárólag a tagállamok szabályozzák, miközben követik a nemzetközi jogot, amely szerint az államfők látogatása a fogadó állam beleegyezésétől függ.  A bíróság a magyarországi keresetet elutasítva a főtanácsnok általános érvelését követte.

## A médiában

### Szlovákia
A szlovák sajtóban a vélemények megoszlottak az esetről. Azok, akik szimpatizálnak a kormánnyal, általában egyetértettek a lépéssel. A szlovák reakciót a liberálisabb és kevésbé kormányközeli oldalhoz tartozó pártok feleslegesnek tartották, elítélték, de olyan is volt, hogy az ellenzék számos tagja egyetértett a tilalommal. Mikuláš Dzurinda, a vezető ellenzéki párt, az Szlovák Demokratikus és Keresztény Unió – Demokrata Párt elnöke is Sólyom konfliktuskeltő magatartásáról beszélt. Pavol Abrhán, az ellenzéki KDH tagja azt javasolta, hogy Szlovákia diplomáciai jegyzéket küldjön Magyarországra.

### Csehország
A cseh média a témával kapcsolatos első észrevételei közé tartozott, hogy a kialakult helyzetért mindkét fél felelős volt.